# Réflexe vestibulo-oculaire

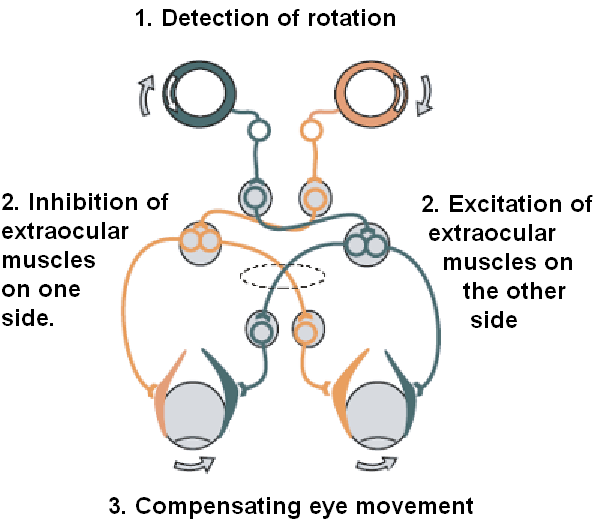
Schéma du réflexe vestibulo-oculaire. Une rotation de la tête est détectée, ce qui déclenche un signal inhibiteur vers les muscles extraoculaires d'un côté et un signal excitateur vers les muscles de l'autre côté. Le résultat est un mouvement compensatoire des yeux.

Le réflexe vestibulo-oculaire (RVO) est un réflexe agissant pour stabiliser le regard lors des mouvements de la tête, les mouvements oculaires étant dus à l'activation du système vestibulaire. Le réflexe agit pour stabiliser les images sur les rétines de l'œil pendant le mouvement de la tête. Le regard est maintenu fermement sur un emplacement en produisant des mouvements oculaires dans la direction opposée à celle du mouvement de la tête. Par exemple, lorsque la tête se déplace vers la droite, les yeux se déplacent vers la gauche, ce qui signifie que l'image qu'une personne voit reste identique même si la tête a tourné. Comme un léger mouvement de la tête est présent tout le temps, le RVO est nécessaire pour stabiliser la vision : les personnes ayant un réflexe altéré ont du mal à lire en utilisant l'imprimé, car les yeux ne se stabilisent pas lors de petits tremblements de la tête, et aussi parce que des dommages au réflexe peuvent provoquer un nystagmus.